# Plogoff
Plogoff (bretonisch Plougoñ) ist eine französische Gemeinde mit 1166 Einwohnern (Stand 1. Januar 2022) im Département Finistère in der Region Bretagne im äußersten Westen Frankreichs.

## Geografie und Geschichte
Die Gemeinde liegt auf der Halbinsel Cap Sizun mit einem großen Vogelschutzgebiet.
Plogoff gilt bis heute als ein Symbol des Kampfes gegen Kernkraftwerke. Die dort Ende der 1970er Jahre geplante Anlage wurde durch langanhaltenden, nicht nur gewaltfreien Widerstand der lokalen Bevölkerung mit nationaler und internationaler Unterstützung verhindert. Die Aufgabe des Projekts war eine der ersten großen Entscheidungen der Amtszeit von François Mitterrand, nach seiner Wahl im Mai 1981. Überlagert wurde das Anti-Atomkraft-Motiv von antizentralistischen, auf eine Wiedererlangung der bretonischen Identität (Sprache, Kultur, politische Teilautonomie) gerichteten Tendenzen.

## Bevölkerungsentwicklung
| Jahr                       | 1962 | 1968 | 1975 | 1982 | 1990 | 1999 | 2007 | 2017 |
| Einwohner                  | 2569 | 2547 | 2359 | 2131 | 1902 | 1563 | 1388 | 1229 |
| Quellen: Cassini und INSEE |      |      |      |      |      |      |      |      |

## Sehenswertes
Siehe auch: Liste der Monuments historiques in Plogoff
- Pfarrkirche St-Collodan
- Pointe du Raz
- Baie des Trépassés
- Pointe du Van
- Kapelle Notre-Dame de Bon Voyage. Die künstlerische Verglasung wurde von der zunächst in Nantes, später in Kassel-Wehlheiden tätigen Glasmaler-Werkstatt Ely geschaffen.[1]
- Statue der Mutter Gottes der Schiffbrüchigen
- Sémaphore de la Pointe du Raz
- Hafen von Bestrée

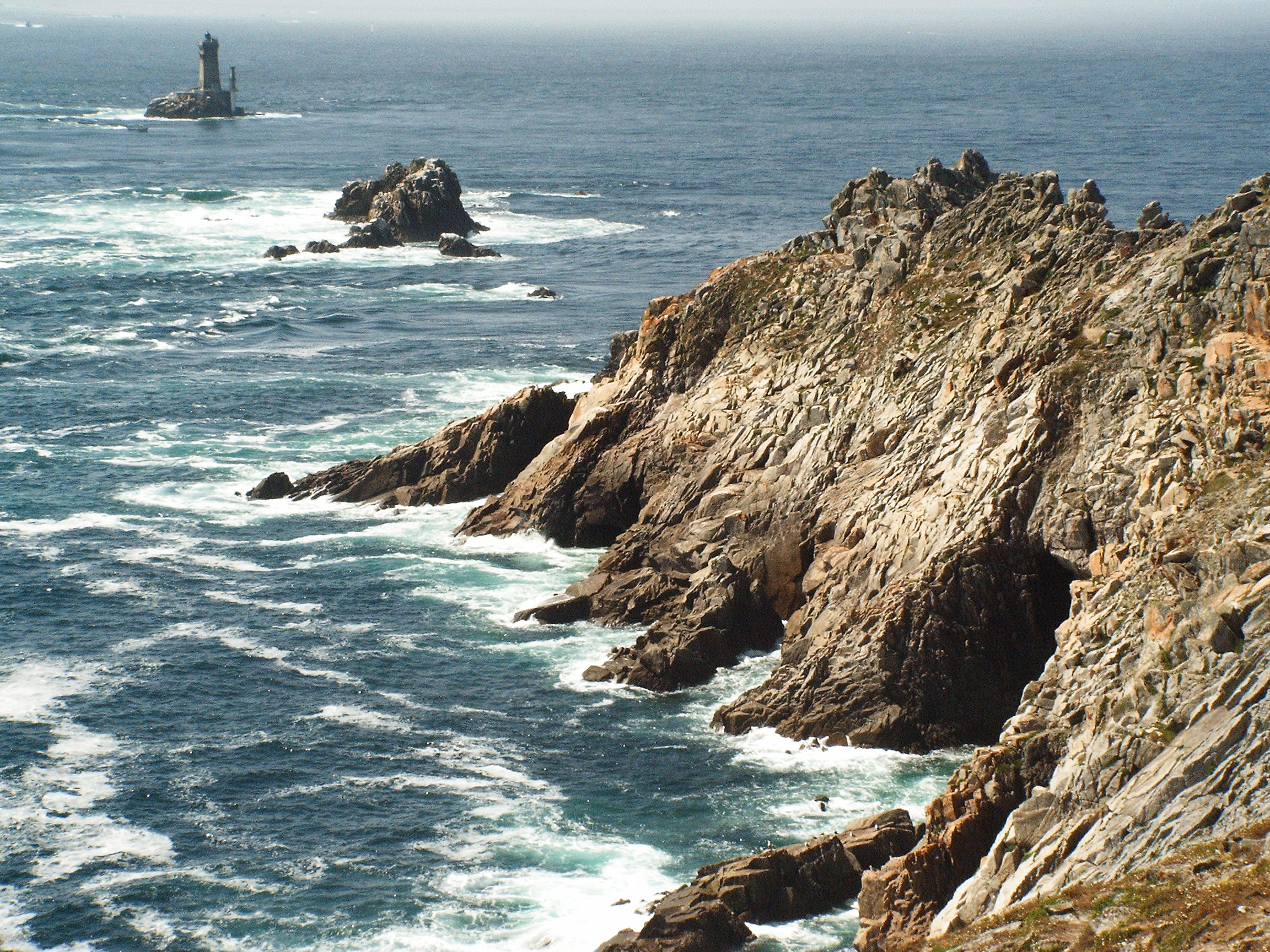
Pointe du Raz
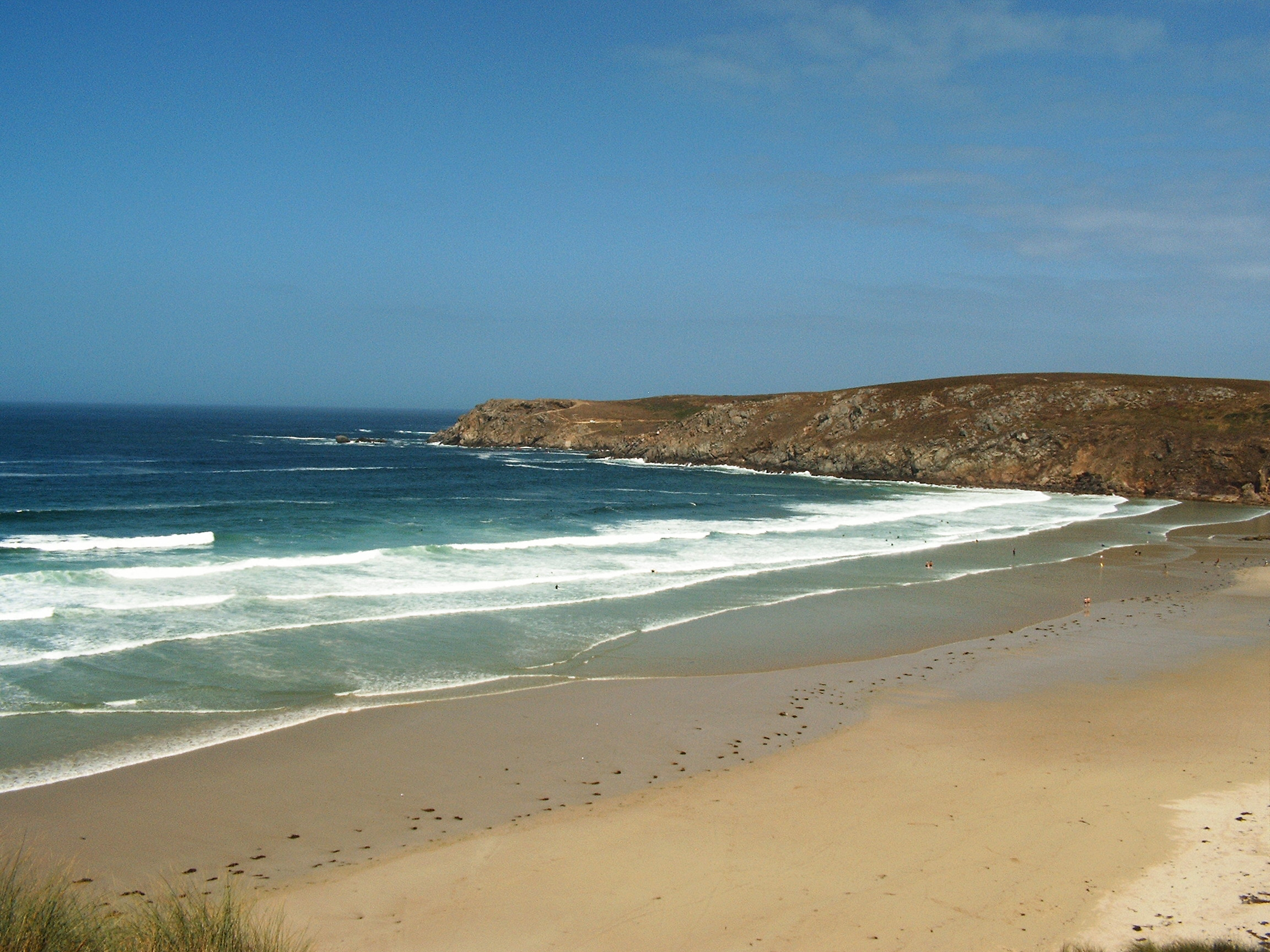
Baie des Trépassés
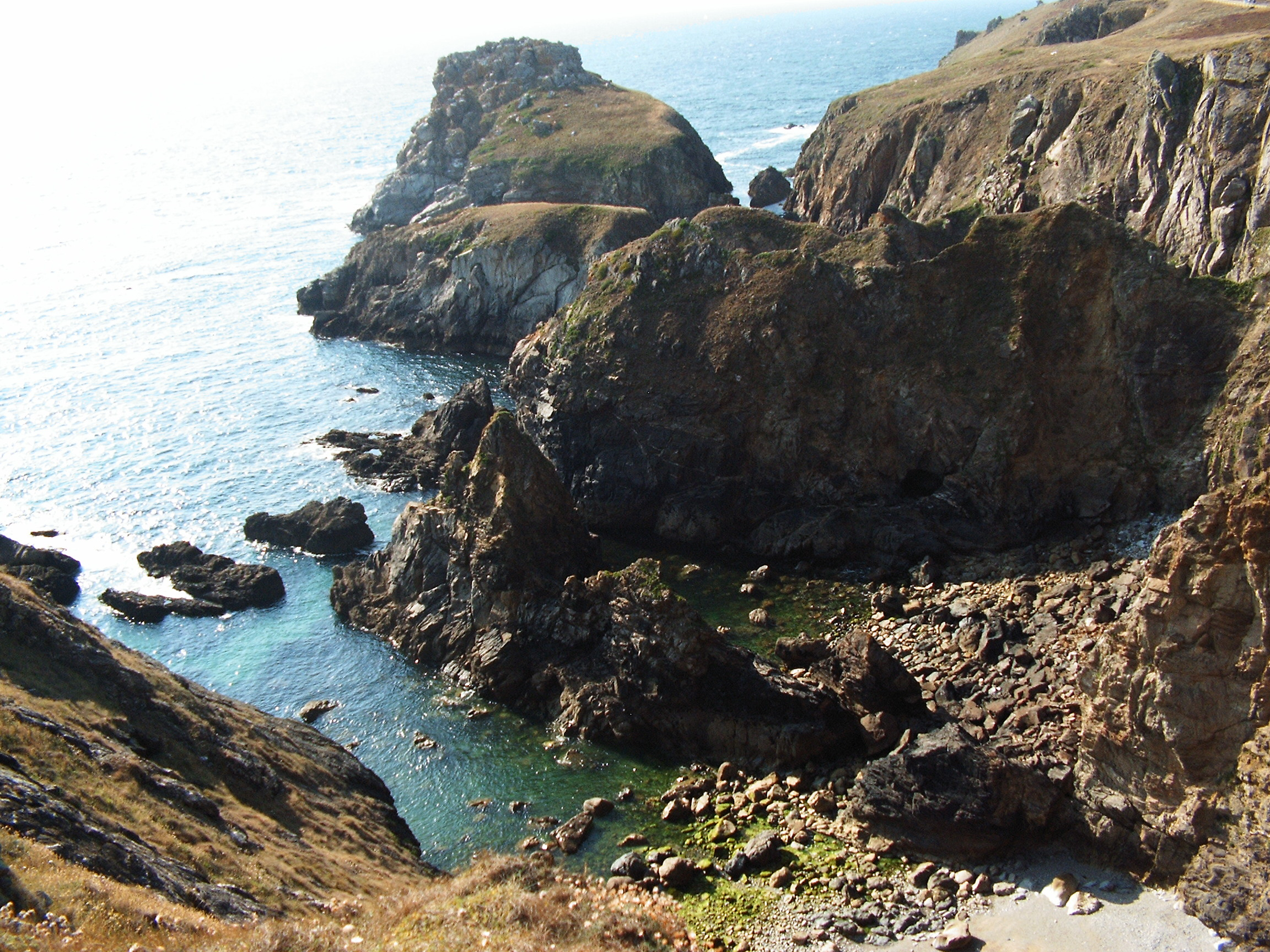
Pointe du Van

## Veranstaltungen
- 2. Sonntag im Juli: Pardon Notre Dame du Bon Voyage (.. der guten Reise)
- 1. Sonntag im August: Pardon Notre Dame des Naufrages (.. der Schiffbrüchigen)

## Persönlichkeiten
- Olive Danzé (1906–1968), Benediktinerin, Mystikerin und Stigmatisierte